# Einar Mellander
Carl Einar Natanael Mellander, född den 20 mars 1887 i Björketorps församling, Älvsborgs län, död den 19 april 1966 i Göteborg, var en svensk företagsledare. Han var farbror till Stefan Mellander.
Mellander avlade mogenhetsexamen 1907 och juris kandidatexamen 1912. Han studerade nationalekonomi och finansrätt i Göteborg 1913, i Stockholm 1916–1917. Mellander var extra ordinarie notarie i Göta hovrätt 1913, genomförde tingstjänstgöring och hade domareförordnanden 1913–1915, var amanuens och direktörsassistent vid Sveriges Redareförening 1918–1922, ombudsman hos Axel Broström & Son, Ångfartygsaktiebolaget Tirfing, Ångfartygsaktiebolaget Ferm, Svenska Orientlinjen, Svenska Amerika Linien, Svenska Amerika Mexiko Linien, Svenska Ostasiatiska Kompaniet, Götaverken, Eriksbergs Mekaniska Verkstad, Broströms Linjeagentur, Bunkeroljor, Rederiaktiebolaget Motorfart, Hallands Ångbåtsaktiebolag, Nora Bergslags Järnvägsaktiebolag med flera bolag 1923–1952, verkställande direktör i Broströms juridiska avdelning 1942–1952 samt i Aktiebolaget Affärsjuridik från 1952. Han var styrelseledamot i flera sjöfartssammanslutningar. Mellander var stadsfullmäktig 1927–1934. Han publicerade Synpunkter ifråga om rederiernas beskattning efter kriget (1921). Mellander blev riddare av Vasaorden 1934.